# Bataille de Fort Necessity
Guerre de Sept Ans
Batailles
- Minorque (navale) (1756)
- Pirna (1756)
- Lobositz (1756)
- Reichenberg (1757)
- Prague (1757)
- Kolin (1757)
- Hastenbeck (1757)
- Gross-Jägersdorf (1757)
- Moys (1757)
- Rochefort (1757)
- Rossbach (1757)
- Breslau (1757)
- Leuthen (1757)
- Carthagène (navale) (1758)
- Olomouc (1758)
- Saint-Malo (1758)
- Rheinberg (1758)
- Krefeld (1758)
- Domstadl (1758)
- Cherbourg (1758)
- Zorndorf (1758)
- Saint-Cast (1758)
- Tornow (1758)
- Lutzelberg (1758)
- Hochkirch (1758)
- Bergen (1759)
- Kay (1759)
- Minden (1759)
- Kunersdorf (1759)
- Neuwarp (navale) (1759)
- Hoyerswerda (1759)
- Baie de Quiberon (navale) (1759)
- Maxen (1759)
- Meissen (1759)
- Glatz (1760)
- Landshut (1760)
- Corbach (1760)
- Emsdorf (1760)
- Dresde (1760)
- Warburg (1760)
- Liegnitz (1760)
- Rhadern (1760)
- Berlin (1760)
- Kloster Kampen (1760)
- Torgau (1760)
- Belle-Île (1761)
- Langensalza (1761)
- Cassel (1761)
- Grünberg (1761)
- Villinghausen (1761)
- Ölper (1761)
- Kolberg (1761)
- Wilhelmsthal (1762)
- Burkersdorf (1762)
- Lutterberg (1762)
- Reichenbach (1762)
- Almeida (1762)
- Valencia de Alcántara (1762)
- Nauheim (1762)
- Vila Velha de Ródão (1762)
- Cassel (1762)
- Freiberg (1762)

- Jumonville Glen (1754)
- Fort Necessity (1754)
- Fort Beauséjour (1755)
- 8 juin 1755
- Monongahela (1755)
- Petitcoudiac (1755)
- Lac George (1755)
- Fort Bull (1756)
- Fort Oswego (1756)
- Kittanning (1756)
- En raquettes (1757)
- Pointe du Jour du Sabbat (1757)
- Fort William Henry (1757)
- German Flatts (1757)
- Lac Saint-Sacrement (1758)
- Louisbourg (1758)
- Le Cran (1758)
- Fort Carillon (1758)
- Fort Frontenac (1758)
- Fort Duquesne (1758)
- Fort Ligonier (1758)
- Québec (1759)
- Fort Niagara (1759)
- Beauport (1759)
- Plaines d'Abraham (1759)
- Sainte-Foy (1760)
- Neuville (1760)
- Ristigouche (navale) (1760)
- Mille-Îles (1760)
- Signal Hill (1762)

- Cap-Français (1757)
- Martinique (1759)
- Guadeloupe (1759)
- Dominique (1761)
- Martinique (1762)
- Cuba (1762)

- Chandernagor (1757)
- Plassey (1757)
- Gondelour (1758)
- Négapatam (navale) (1758)
- Condore (1758)
- Madras (1758)
- Pondichéry (navale) (1759)
- Masulipatam (1759)
- Chinsurah (1758)
- Wandiwash (1760)
- Pondichéry (1760-1761)
- Manille (1762)

- Saint-Louis (1758)
- Gorée (1758)
- Gambie

La bataille de Fort Necessity, ou bataille de Great Meadows, qui a lieu le 3 juillet 1754 au Fort Necessity (actuel comté de Fayette, en Pennsylvanie), oppose 600 soldats français du Canada et 100 auxiliaires amérindiens, sous le commandement de Louis Coulon de Villiers, à 100 soldats britanniques et 193 miliciens de la colonie de Virginie et auxiliaires amérindiens, sous le commandement de George Washington, alors jeune lieutenant-colonel de la milice de Virginie. C'est une victoire française, la seule reddition qu'ait dû accorder George Washington au cours de sa carrière.
Avec la bataille de Jumonville Glen, qui en est la cause directe, la bataille de Fort Necessity marque le début de la guerre de la Conquête, appelée French and Indian War aux États-Unis, qui, à partir de 1756, s'intègrera dans le conflit général de la guerre de Sept Ans.
Le site de la bataille est aujourd'hui une zone préservée, Fort Necessity National Battlefield, sur la National Road, non loin de la tombe du général britannique Edward Braddock.

## Contexte: la rivalité franco-britannique dans la vallée de l'Ohio
Depuis l'expédition de La Galissonière dans la région de l'Ohio en juin 1749, les Français du Canada cherchent à garantir une présence durable dans cette zone en construisant une série de forts et en s'assurant du contrôle des populations amérindiennes. Mais ils sont confrontés à l'expansionnisme britannique à partir des années 1750.
En 1753, George Washington, jeune planteur enrôlé, effectue à la demande du gouverneur de Virginie Robert Dinwiddie une mission auprès de Jacques Legardeur de Saint-Pierre, commandant des forces françaises en Ohio, à Fort Le Bœuf (aujourd'hui Waterford en Pennsylvanie). Il reçoit une fin de non recevoir quant à la teneur de son message : le retrait français des territoires de la vallée de l'Ohio.
En février 1754, les Virginiens construisent un fortin, le Fort Prince George, aux confins des rivières Ohio, Allegheny et Monongahela. En avril, les Canadiens les en délogent et bâtissent à la place Fort Duquesne. Washington, promu lieutenant-colonel du régiment de Virginie, récemment créé, se trouve dans le sud de la Pennsylvanie quand il apprend la chute de Fort Prince George. Le 25 mai, il prend le commandement du régiment après une chute de cheval mortelle du colonel Joshua Fry (en) et le dirige vers la vallée de l'Ohio. Il apparaît dès cette époque actif et ambitieux, désireux de se mettre en avant malgré son jeune âge.

## Préliminaires

### La bataille de Jumonville Glen et la mort problématique de Jumonville (28 mai)
Le 28 mai 1754, dans une petite gorge — qui s'appelle depuis Jumonville Glen — près de Great Meadows en Pennsylvanie, se produit ce que l'on nommera aussi l'« affaire Jumonville ».
George Washington fut accusé par les Français d'avoir ouvert le feu sans sommation sur un détachement d'une trentaine d'hommes, et fait exécuter Joseph Coulon de Villiers, sieur de Jumonville, commandant le détachement, alors qu'il était son prisonnier.
Il s'avéra en outre que ce dernier était en mission de plénipotentiaire, donc sans intention belliqueuse, les deux camps étant toujours officiellement en paix. Les Français accuseront Washington de meurtre.
L'affaire eu un retentissement jusqu'en Europe, et peut être considéré comme le premier coup de feu de la guerre de Sept Ans.

### Le repli de Washington à Fort Necessity (juin)
Dans l'immédiat, Washington se prépare aux représailles françaises. Il se replie à Great Meadows, alors une étendue de terre ouverte, et rassemble ses troupes dispersées. Il ordonne la construction d'une palissade circulaire autour d'un petit bâtiment existant, qu'il nomme laconiquement Fort Necessity (« Fort de la Nécessité »). Il pense que cette construction peut lui donner un avantage tactique, les Français étant obligés d'avancer à découvert jusqu'au fortin. Mais il évalue mal certains paramètres, comme la pente du terrain (le fortin est en fait dans une dépression inondable) et sa distance avec la zone arborée.
Le 14 juin, il reçoit des renforts, 100 soldats britanniques sous le commandement du capitaine James Mackay, ainsi que du ravitaillement. Washington entre immédiatement en conflit avec Mackay sur le commandement de la petite garnison : Mackay n'est que capitaine, mais dans l'armée britannique, ce qui le place statutairement au-dessus de Washington, lieutenant-colonel de la milice coloniale. Ce dernier refuse de recevoir des ordres de Mackay, qui établit un cantonnement séparé. Finalement, un accord de partage du commandement est signé, mais mal conçu, il sera des plus gênant pendant la bataille.
Autre point de friction : les coloniaux, à l'origine présents à Great Meadows pour la construction d'une piste à chariots, demandent l'aide des soldats pour creuser les tranchées défensives. Mais ceux-ci refusent, à moins d'obtenir un supplément de solde.

### La contre-attaque française (28 juin)
Le 28 juin, Claude-Pierre Pécaudy de Contrecœur, commandant de Fort Duquesne, prévenu par le seul rescapé, envoie un détachement de plusieurs centaines d'hommes (des Troupes de la Marine et des miliciens) à la poursuite de Washington, sous le commandement du frère de Jumonville, Louis Coulon de Villiers. Dans leur marche, les poursuivants trouvent à Jumonville Glen les cadavres des victimes abandonnés à même le sol. Leur fureur est à son comble.
Le moral des défenseurs de Fort Necessity tombe quand ils apprennent le ralliement des puissantes tribus Shawnee et Lenape aux Français. Les alliés amérindiens des Britanniques, incluant le groupe du chef sénéca « Half King » qui était à Jumonville Glen, estimant impossible la défense de Fort Necessity, se retirent. Il reste à Washington 193 hommes et 100 soldats. Lui-même hésite, mais la proximité des Français lui interdit un repli en bon ordre.

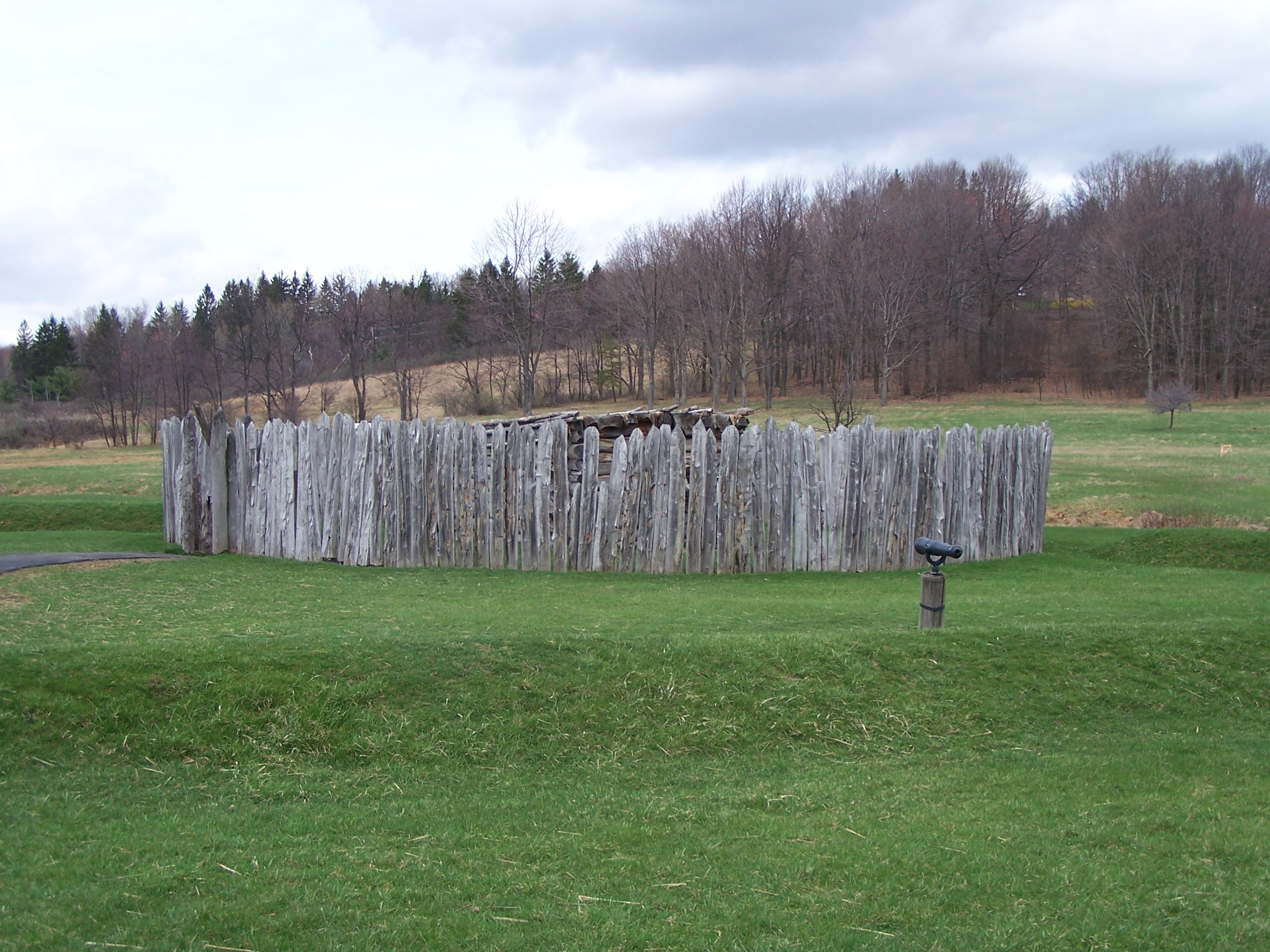
Fort Necessity (Fort de la Nécessité - reconstitution)
Fort Necessity National Battlefield, États-Unis

## La bataille de Fort Necessity et la reddition de Washington (3 juillet)

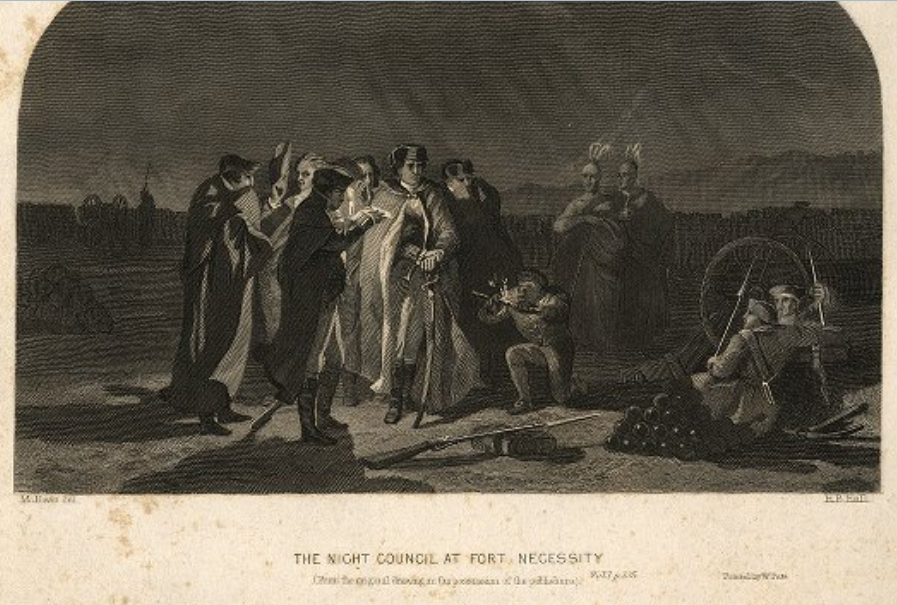
Washington tenant conseil dans le fort avant sa reddition.

Le 3 juillet 1754 à 11 h, la colonne française de 600 militaires et miliciens appuyée par une centaine d'amérindiens arrive et engage immédiatement une attaque vigoureuse. Ils parviennent à faire feu depuis une ligne d'arbres à couvert et surélevée ; l'intérieur du fort est ainsi exposé aux tirs et le choix de Great Meadows s'avère d'entrée un désastre. Les munitions s'épuisent et il commence à pleuvoir fortement, l'eau inondant les tranchées creusées puis le reste du site.
À 20 h, Washington demande sa reddition. On dénombre 31 morts du côté anglais et 3 chez les Français.
La communication est lente et difficile : aucun Anglais ne parle français et vice versa. Cependant, un milicien d'origine hollandaise connaît suffisamment les deux langues pour échanger des informations lapidaires.

## L'«affaire Jumonville»

### Les «aveux» de Washington
Outre sa reddition, George Washington évite le jugement pour meurtre car il signe des aveux complets où il reconnait l'assassinat de Joseph Coulon de Jumonville :

« …Comme notre intention [l'intention des français] n'a jamais été de troubler la Paix et la Bonne armonie qui régnoit entre les deux Princes amis, mais seulement de venger L'assasin qui a été fait sur un de nos officier porteur d'une sommation et sur son escorte, comme aussy d'empecher aucun Etablissement sur les terres du Roy mon maitre… (extrait) »

Le 4 juillet, la garnison britannique et ses chefs sont autorisés à partir vers le Maryland ayant obtenu les honneurs de la guerre. Les Français brûlent le fortin et retournent à Fort Duquesne avec 2 prisonniers pris en garantie (les Anglais détiennent encore les prisonniers de Jumonville Glen), Robert Stobo et Jacob Van Braam.

### La rétractation
Une fois libre, Washington nia les faits, arguant ne pas comprendre le français, langue dans laquelle est rédigé le texte, qui par ailleurs aborde plusieurs sujets. Il affirma que la traduction qu'on lui donna pour qualifier l’acte était « death of » (mort de) ou « killing » (tuerie) mais pas « assassination » (assassinat). Contraint de se justifier maladroitement, l'affaire faillit ruiner sa réputation.

## Suites
Un an plus tard, George Washington fait partie de l'expédition Braddock contre Fort Duquesne, comme simple aide de camp du général Braddock, et repasse devant les restes de Fort Necessity.
Cette expédition est un nouveau désastre, mais il y gagne le surnom de Hero of the Monongahela.